# Testépítők
A Testépítők (eredeti cím: Bigger) 2018-ban bemutatott amerikai életrajzi filmdráma George Gallo rendezésében, amely Joe és Ben Weider testépítők életéről szól. A főbb szerepekben Tyler Hoechlin, Aneurin Barnard, Julianne Hough és Victoria Justice látható.
Az Amerikai Egyesült Államokban 2018. október 12-én mutatták be a mozikban.

## Cselekmény
Joe és Ben Weider testvérek voltak a Muscle tervezői. Minden nehézség ellenére birodalmat alapítottak. Útközben felfedezték Arnold Schwarzeneggert, inspirálták a nők szerepének növelését, kiálltak a sokszínűség mellett, és elindítottak egy mozgalmat, amely megváltoztatta a testépítés világát az Amerikai Egyesült Államokban.
Ben 2008-as zsidó temetése előtt Joe elmeséli történetét egy írónak, és az életének eseményeit visszatekintésekben mutatják be; Joe anyja nem akarta őt, és miután 1932-ben Montréalban Ben-nel együtt besurrant a cirkuszba, megverte. A zsarnokok ellopták a pénzt, amit Joe kemény munkával keresett kisfiúként, ezért Joe Bill Hauk magazinjai által inspirálva edzeni kezdett. Joe izmos férfiakat is rajzolt, és versenyszerű súlyemelővé vált. Bár az apja mindig is támogatta, az anyja szerint viszont elpocsékolta az életét, ezért Ben-nel együtt elment otthonról. Joe a testeket és a fittséget tanulmányozza, saját magazinjával arra szeretné megtanítani az embereket, hogy a legjobb önmagukat adják, és ne csak a versenyzésben. Első feleségével az egyetemi könyvtárban ismerkedik meg, de szakítanak a férfi megszállott viselkedése miatt, és mivel a nő nem hajlandó hagyni, hogy fejlessze magát. Joe otthagyja az antiszemita étteremtulajdonosnál betöltött állását is.
A második világháború alatt Ben bevonul, de Joe-nak azt mondják, az emberek fitté tételével több hasznot hozhat, mint a tényleges szolgálat, mivel a hadseregnek szüksége van fitt emberekre. Roy Hawkins meghívja Joe-t New Yorkba, és azt mondja, hogy szeretné, ha a magazinja a cégének része lenne. New Jerseyben Joe sikeres üzletet épít. Joe több férfit is benevez a Mr. Universe versenyre, de közlik mindenkivel, hogy nem indulhatnak, mert profik. Joe saját versennyel fenyegetőzik, így az emberei folytathatják a versenyt. Nem sokkal később Ben vezeti a Nemzetközi Testépítő Szövetséget, és az a célja, hogy a testépítés olimpiai versenyszám legyen. Joe és Ben Kaliforniába költözik, ahol nagyobb az érdeklődés a fitnesz iránt. Jack LaLanne edzőtermében Joe megismerkedik a csinos Bettivel, és kapcsolatot kezdenek, végül összeházasodnak. 
Bill a film során végig gúnyolja Joe-t, de társának, Jerrynek végül elege lesz, ezért Joe és Ben mellé áll, akik Mr. Olympia néven saját fitneszversenyt indítanak. Mindez Hawkins vállalkozásának tönkremenetele ellenére történik, ami arra kényszeríti a testvéreket, hogy saját útra térjenek. Ben először kénytelen egy másik munkát vállalni. Ahogy Joe az érdeklődő férfiak fotóit nézegeti, meglátja az ideális férfit, akit gyerekkorában lerajzolt. A neve Arnold, és Ausztriából származik. Senki sem akarja megpróbálni kiejteni a vezetéknevét. Joe elmegy Ausztriába, és megkéri Arnoldot, hogy jöjjön Kaliforniába. Az emberek kedvelik őt, és elindul a Mr. Olympia versenyen, amit meg is nyer.
Arnold Schwarzenegger nagy filmsztárrá válik, Joe cége pedig sikeres lesz. Bent a temetésen megdicsérik.

## Szereplők
| Szerep                  | Színész               | Magyar hang      |
| ----------------------- | --------------------- | ---------------- |
| Joe Weider              | Tyler Hoechlin        | Kékesi Gábor     |
| Joe Weider              | Robert Forster (idős) | Bartók László    |
| Ben Weider              | Aneurin Barnard       | Hám Bertalan     |
| Betty Weider            | Julianne Hough        | Bérces Gabriella |
| Huguette "Kathy" Weider | Victoria Justice      | Kelemen Kata     |
| Louis Weider            | Steve Guttenberg      | Háda János       |
| Michael Steere          | DJ Qualls             | Molnár Levente   |
| Roy Hawkins             | Tom Arnold            | Holl Nándor      |
| Arnold Schwarzenegger   | Calum Von Moger       | Harmat Barnabás  |
| Jack LaLanne            | Colton Haynes         | Czető Ádám       |
| Jerry George            | Max Martini           | Potocsny Andor   |
| Bill Hauk               | Kevin Durand          | Tóth Roland      |
| Claude Regine           | Stan De Longeaux      |                  |
| Bill Pearl              | James Adam Madsen Jr. |                  |
| Sergio Oliva Sr.        | Sergio Oliva Jr.      |                  |

### Magyar változat
- Magyar szöveg: Szojka László
- Hangmérnök és vágó: Hegyessy Ákos
- Felvevő hangmérnök: Darvas Bence
- Gyártásvezető: Mészáros Szilvia
- Szinkronrendező: Berzsenyi Márta
- Produkciós vezető: Legény Judit

A szinkront a Laborfilm Szinkronstúdió készítette el.

## Fogadtatás
A Rotten Tomatoes weboldalon 20%-os értékelést kapott 10 kritika alapján, az átlagértékelése 4,3 pont a 10-ből. A Metacritic oldalán 100-ból 37 pontot kapott (5 kritika alapján), ami „általánosságbanban kedvezőtlen” értékelést jelent. Michael Rechtshaffen, a Los Angeles Times munkatársa szerint: „Egy stabilabb forgatókönyv nélkül, amely teljes dimenziójú karaktereket mutat be... az alakítások éppoly kevéssé meggyőzőek, mint az etnikai akcentusok és a korszakbeli parókák.”